# فيل في الغرفة

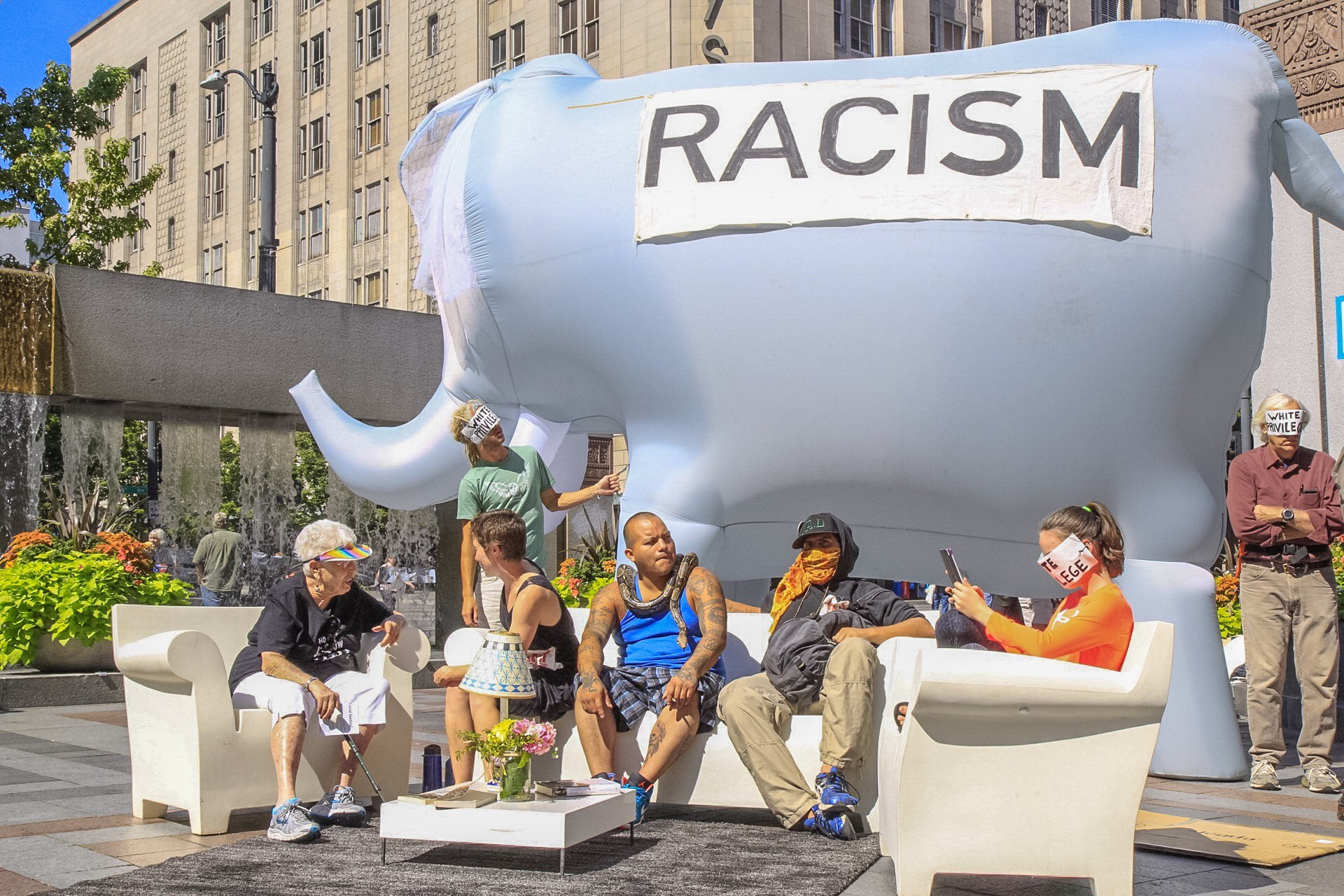

فيل في الغرفة (بالإنجليزية: Elephant in the room)‏ عبارة إنجليزية مجازية، وتعني حقيقة واضحة يتم تجاهلها أو عدم معالجتها، وتنطبق تلك العبارة المجازية أيضًا على مشكلة أو خطر حقيقي حاصل ولا أحد يريد التحدث فيه.
ترتكز الفكرة على أن هناك فيل في الغرفة من المستحيل التغافل عنه، وبالتالي فإن الأشخاص الموجودين بالغرفة والذين يتظاهرون بعدم وجود الفيل اختاروا عدم التعامل أو حل تلك المشكلة الكبيرة التي تلوح بالأفق.